# Monte Salas
Monte Salas är en ort i Mexiko.   Den ligger i kommunen Fortín och delstaten Veracruz, i den sydöstra delen av landet, 230 km öster om huvudstaden Mexico City. Monte Salas ligger 1 180 meter över havet och antalet invånare är 1 850.
Terrängen runt Monte Salas är kuperad. Runt Monte Salas är det tätbefolkat, med 550 invånare per kvadratkilometer. Närmaste större samhälle är Córdoba, 11,4 km sydost om Monte Salas. Trakten runt Monte Salas består till största delen av jordbruksmark.